# Elda Tattoli
Elda Tattoli (Bologna, 21 giugno 1929 – Roma, 22 novembre 2005) è stata un'attrice italiana.

## Biografia
Iniziò negli anni cinquanta l'attività come attrice teatrale nella sua città, per poi trasferirsi a Roma, dove fu scritturata piccole parti cinematografiche: nello stesso periodo fu attiva anche in televisione nella prosa della RAI, ed anche in quella radiofonica.
Nei primi anni 50 iniziò a lavorare nel doppiaggio, poi anche come aiuto-regista e sceneggiatrice sino al 1974 quando diresse il suo primo ed unico film Pianeta Venere.
Fu la voce di Cyd Charisse nei suoi film musicali e di Julie Newmar in Sette spose per sette fratelli, nel ruolo di Dora.
Morì a Roma nel 2005.

## Prosa televisiva RAI
- Buon viaggio, Paolo, regia di Stefano De Stefani, trasmessa il 21 gennaio 1958.
- Giovanna di Lorena, regia di Mario Ferrero, trasmessa il 16 ottobre 1959.

## Prosa radiofonica Rai
- Stelle alpine, di Eligio Possenti, regia di Guglielmo Morandi, trasmessa il 29 dicembre 1958.

## Filmografia

### Attrice cinema
- Ercole e la regina di Lidia, regia di Pietro Francisci (1959)
- Non perdiamo la testa, regia di Mario Mattoli (1959)
- Saffo, venere di Lesbo, regia di Pietro Francisci (1960)
- La Cina è vicina, regia di Marco Bellocchio (1967)
- L'indifferenza, episodio di Amore e rabbia, regia di Carlo Lizzani (1968)

### Attrice televisione
- La trappola, episodio di Aprite: polizia!, regia di Daniele D'Anza (1958)

## Doppiaggio
- Elaine Stewart in Brigadoon, Il bruto e la bella, Femmina contesa
- Cyd Charisse in Fatta per amare, La matadora, Parole e musica, Sombrero, Spettacolo di varietà
- Jane Barrett in La spada e la rosa
- Diane Cilento in Tom Jones
- Roberta Peters in Parata di splendore
- Paula Raymond in Storia di tre amori
- Betta St. John in Agente federale X3
- Martha Hyer in Viaggio al pianeta Venere
- Beverly Tyler in Kociss, l'eroe indiano
- Lady Guendalin in Gli ammutinati del Bounty
- Julie Newmar in Sette spose per sette fratelli
- Cosetta Greco in Cronache di poveri amanti
- Virginia Gibson in Tè per due